# Qatar ExxonMobil Open 2000 - Qualificazioni doppio
Le qualificazioni del doppio  del Qatar ExxonMobil Open 2000 sono state un torneo di tennis preliminare per accedere alla fase finale della manifestazione. I vincitori dell'ultimo turno sono entrati di diritto nel tabellone principale. In caso di ritiro di uno o più giocatori aventi diritto a questi sono subentrati i lucky loser, ossia i giocatori che hanno perso nell'ultimo turno ma che avevano una classifica più alta rispetto agli altri partecipanti che avevano comunque perso nel turno finale.
Le qualificazioni del doppio del torneo Qatar ExxonMobil Open 2000 prevedevano 4 coppie partecipanti di cui una è entrata nel tabellone principale.

## Teste di serie
1. Petr Pála /  Pavel Vízner (ultimo turno)

1. Lars Burgsmüller /  Sjeng Schalken (Qualificati)

## Qualificati
1. Lars Burgsmüller  /   Sjeng Schalken

## Tabellone

### Legenda
| - Q = Qualificato - WC = Wild card - LL = Lucky loser | - ALT = Alternate - SE = Special Exempt - PR = Protected Ranking | - w/o = Walkover - r = Ritirato - d = Squalificato |

|  | Primo turno | Primo turno                     | Primo turno                     | Primo turno                     | Primo turno |  |  | Ultimo turno | Ultimo turno                    | Ultimo turno                    | Ultimo turno | Ultimo turno |  |
|  |             |                                 |                                 |                                 |             |  |  |              |                                 |                                 |              |              |  |
|  | 1           | Petr Pála Pavel Vízner          | Petr Pála Pavel Vízner          | 7                               | 6           |  |  |              |                                 |                                 |              |              |  |
|  |             | George Bastl Petr Luxa          | George Bastl Petr Luxa          | 5                               | 2           |  |  | 1            | Petr Pála Pavel Vízner          | Petr Pála Pavel Vízner          | 4            | 3            |  |
|  | 2           | Lars Burgsmüller Sjeng Schalken | Lars Burgsmüller Sjeng Schalken | Lars Burgsmüller Sjeng Schalken | W-O         |  |  | 2            | Lars Burgsmüller Sjeng Schalken | Lars Burgsmüller Sjeng Schalken | 6            | 6            |  |
|  |             | Ivo Heuberger Rainer Schüttler  |                                 |                                 |             |  |  |              |                                 |                                 |              |              |  |